# Opharus notata
Opharus notata är en fjärilsart som beskrevs av William Schaus 1892. Opharus notata ingår i släktet Opharus och familjen björnspinnare. Inga underarter finns listade i Catalogue of Life.